# 시우다드 리네알역

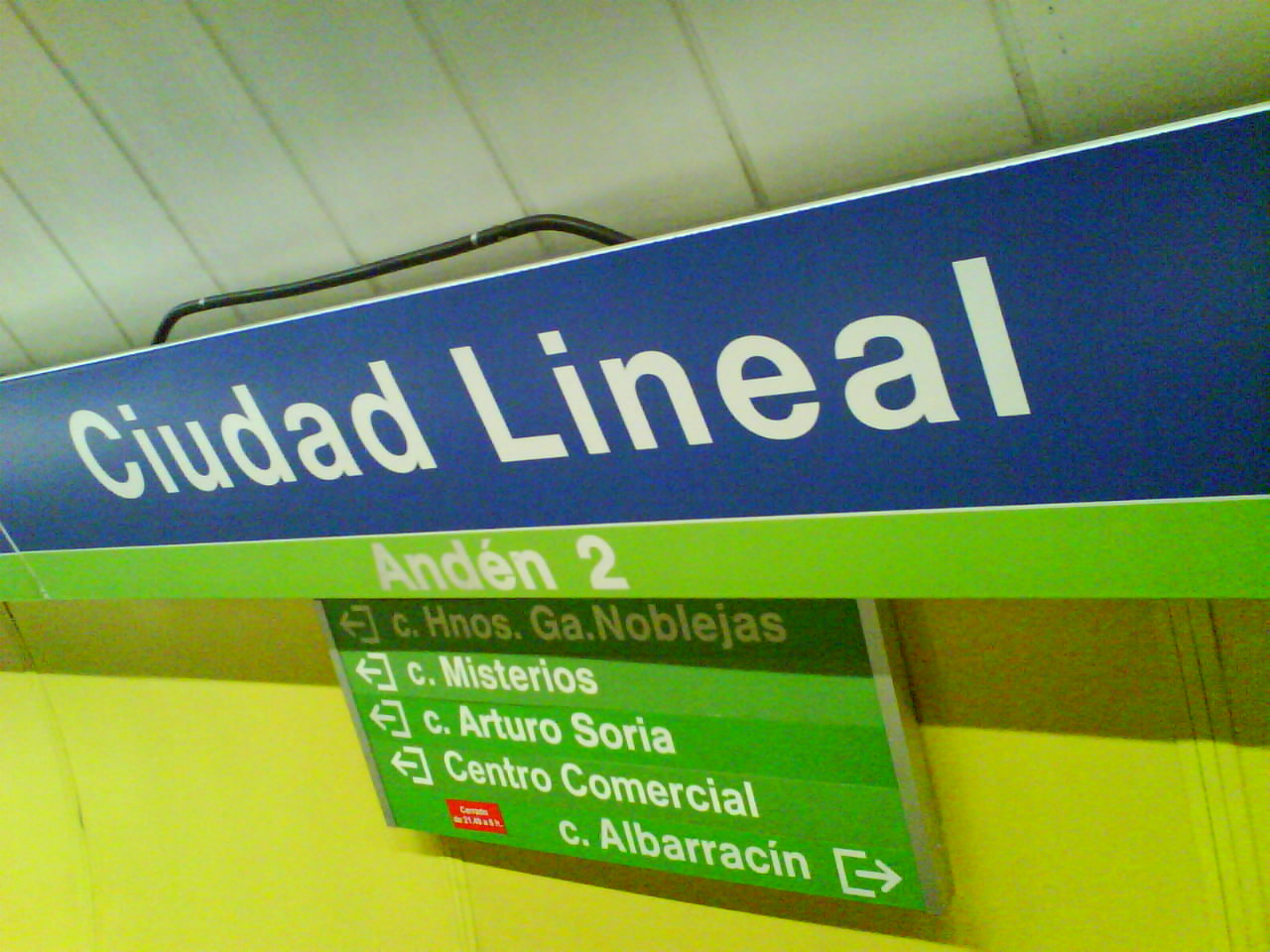
역명판

시우다드 리네알 역(스페인어: Ciudad Lineal)은 마드리드 지하철 5호선의 역이다. 마드리드 시우다드리네알 구의 푸에블로누에보 지역과 킨타나 지역, 산블라스카니예하스 구의 시망카스 지역에 걸쳐 있으며, 시우다드 리네알 광장 지하에 자리해 있다. 요금구역상으로는 A구역에 속한다.

## 역사
1964년 5월 28일 2호선의 벤타스 역에서 이곳까지 연장되면서 처음으로 문을 열었다. 그러나 1970년 7월 20일부터 신설된 5호선의 벤타스-카야오 구간이 운행이 들어가면서 자연스레 벤타스-시우다드 리네알 구간도 5호선에 편입, 지금에 이른다.
시우다드 리네알 역은 아르투로 소리아가 설계하였으며 교통환승의 중심지로 기획되었다. 특히 개업 당시에 운행되다 70년대 들어 사라진 각 전차 노선들이 이곳을 지나갔으며, 나중에 버스 노선으로 대체된 뒤에도 코슬라다, 산페르난도데에나레스, 메호라다델캄포, 벨리야데산안토니오, 로에체스 등의 시외버스 노선과 그밖의 시내버스 노선들이 경유하고 있다.

## 환승 정보
역 주변에 시내버스 정류장이 다섯 곳 있다. 시외버스 정류장은 한 곳이다.
버스
- 시내버스
  - 4, 38, 48, 70, 104, 105, 109, 113번 노선 (주간)
  - N5번 노선 (야간)
- 시외버스
  - 286, 288, 289번 노선 (주간)
  - N203번 노선

지하철
| 마드리드 지하철             | 마드리드 지하철       | 마드리드 지하철              |
| --------------------------- | --------------------- | ---------------------------- |
| 수안세스 알라메다 데 오수나 | 마드리드 지하철 5호선 | 푸에블로 누에보 카사 데 캄포 |